# Chime Rigzin Chhoekyapa
Chhime Rigzing, également Chime Rigzin Chhoekyapa, est un responsable du gouvernement tibétain et un porte-parole principal de Tenzin Gyatso, le 14e dalaï-lama. Il exerce les fonctions de secrétaire privé et fait partie de l' administration centrale tibétaine en exil à Dharamsala en Inde.
Il a été représentant du dalaï-lama et du gouvernement tibétain en exil en Europe centrale et orientale.

## Biographie
Chhime Rigzing Chhoekyapa est né en 1955 au Tibet. En 1959, il s'exile au Népal avec ses parents. En 1964, la famille déménage en Inde. Là, il a fréquenté une école catholique et a obtenu son diplôme universitaire à Madras. Après avoir obtenu son diplôme, il a travaillé pendant sept ans et demi en tant qu’homme d’affaires chez un producteur international de thé. En juillet 1986, il est nommé pour la première fois à l'administration centrale tibétaine. Pendant cinq ans, il travaille au cabinet du dalaï-lama à Dharamsala. En 1993, il arrive à Canberra en Australie en tant que premier représentant du dalaï-lama avant de rejoindre à Budapest en Hongrie en décembre 1998. Depuis septembre 2001, il dirige le Bureau du Tibet à Genève, du 27 août 2001 au 15 septembre 2005.